# Asnières-sur-Saône
Asnières-sur-Saône ist eine französische Gemeinde mit 77 Einwohnern (Stand: 1. Januar 2022) im Département Ain in der Region Auvergne-Rhône-Alpes. Sie gehört zum Arrondissement Bourg-en-Bresse und zum Kanton Replonges. Die Einwohner werden Asnièrois genannt.

## Geografie
Die Gemeinde Asnières-sur-Saône liegt etwa 15 Kilometer nordnordöstlich von Mâcon in der Landschaft Bresse an der Saône, die die Gemeinde im Westen begrenzt. Umgeben wird Asnières-sur-Saône von den Nachbargemeinden Boz im Norden und Nordosten, Ozan im Nordosten, Manziat im Osten und Südosten, Vésines im Süden und Südwesten, Saint-Martin-Belle-Roche im Südwesten und Westen sowie Senozan im Westen und Nordwesten.

## Bevölkerungsentwicklung
| Jahr                       | 1962 | 1968 | 1975 | 1982 | 1990 | 1999 | 2006 | 2012 | 2020 |
| Einwohner                  | 86   | 103  | 94   | 95   | 68   | 69   | 92   | 72   | 76   |
| Quellen: Cassini und INSEE |      |      |      |      |      |      |      |      |      |

## Sehenswürdigkeiten
- Kirche Saint-Martin
- Flusshafen

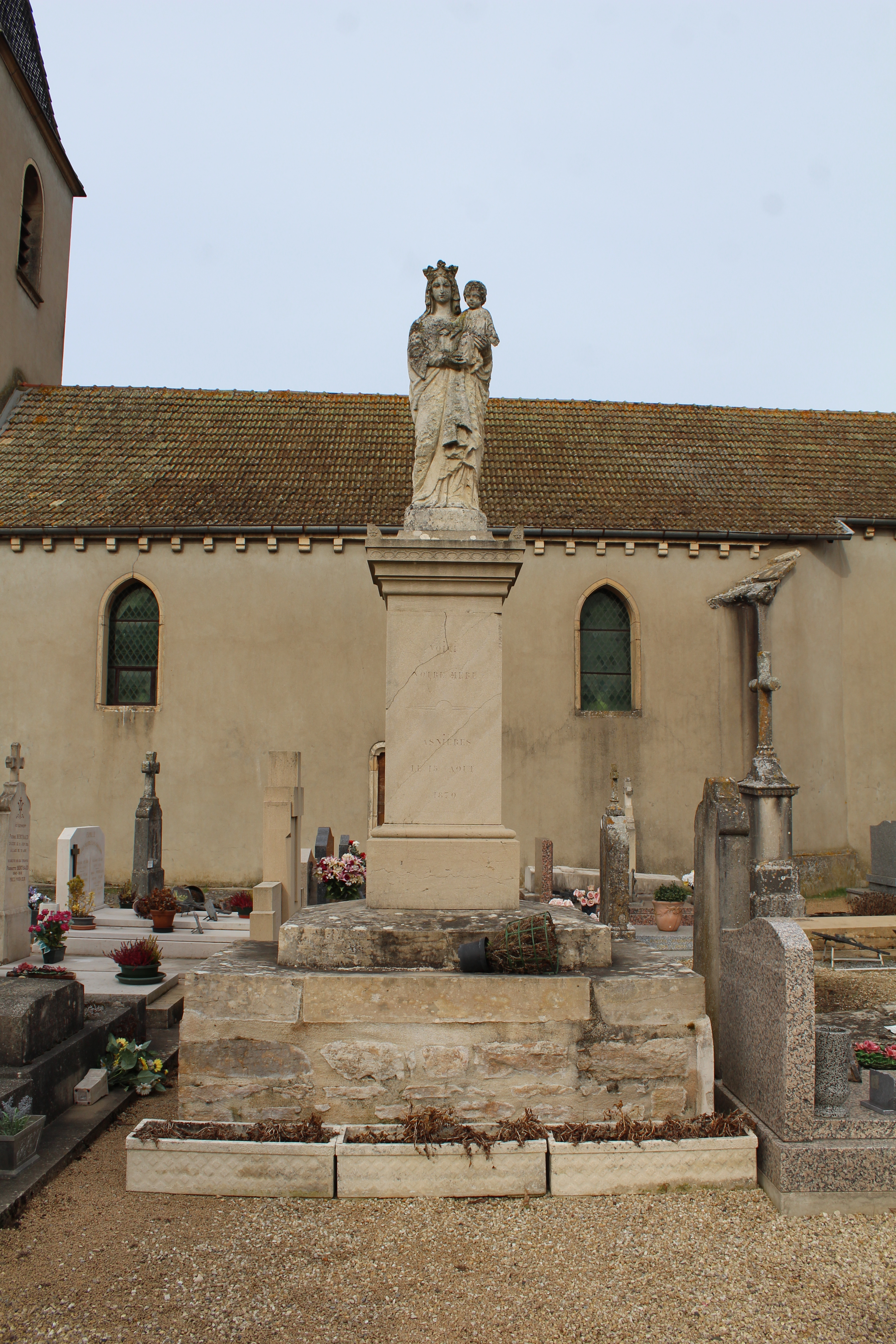
Marienstatue
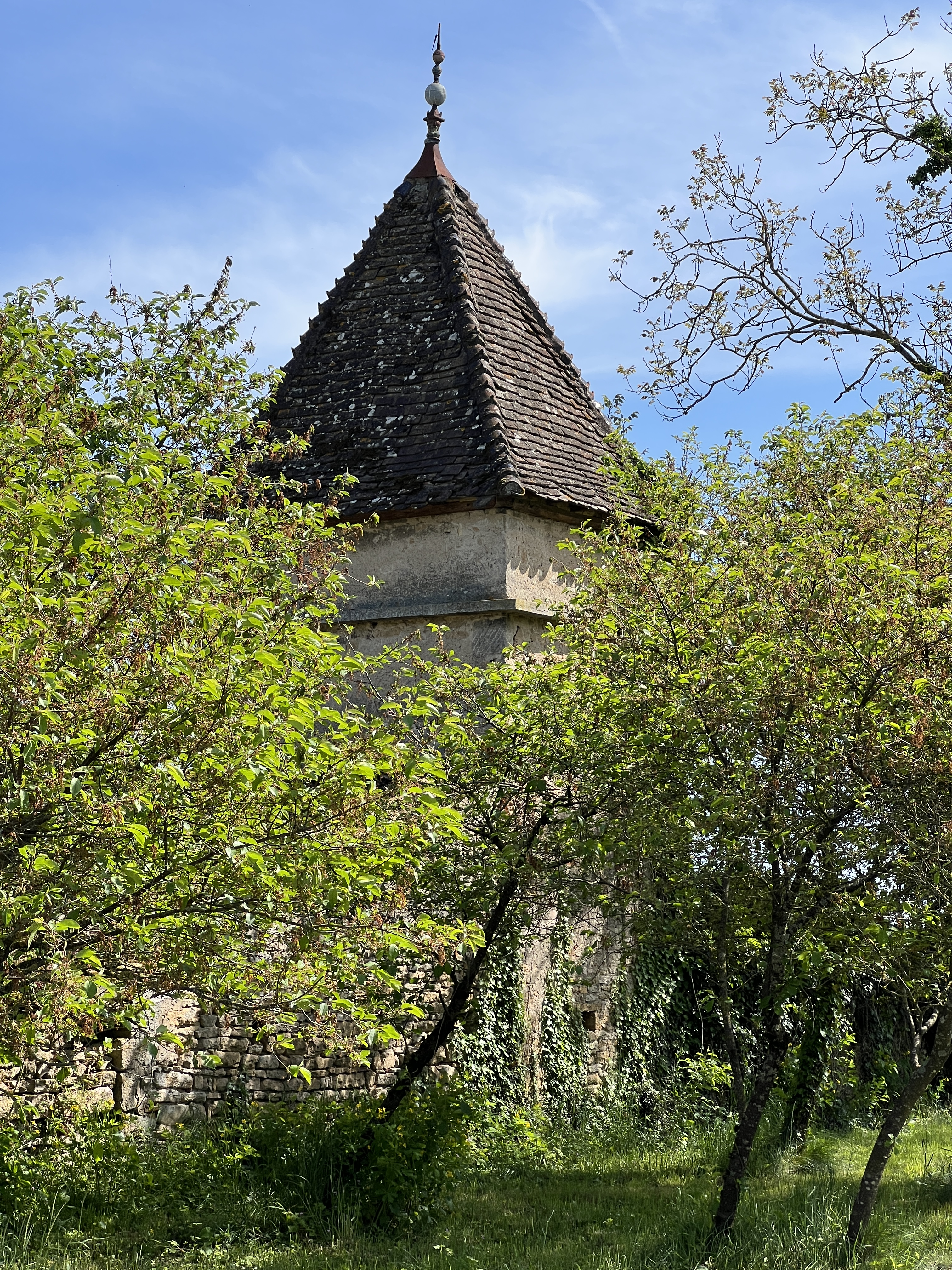
Taubenturm
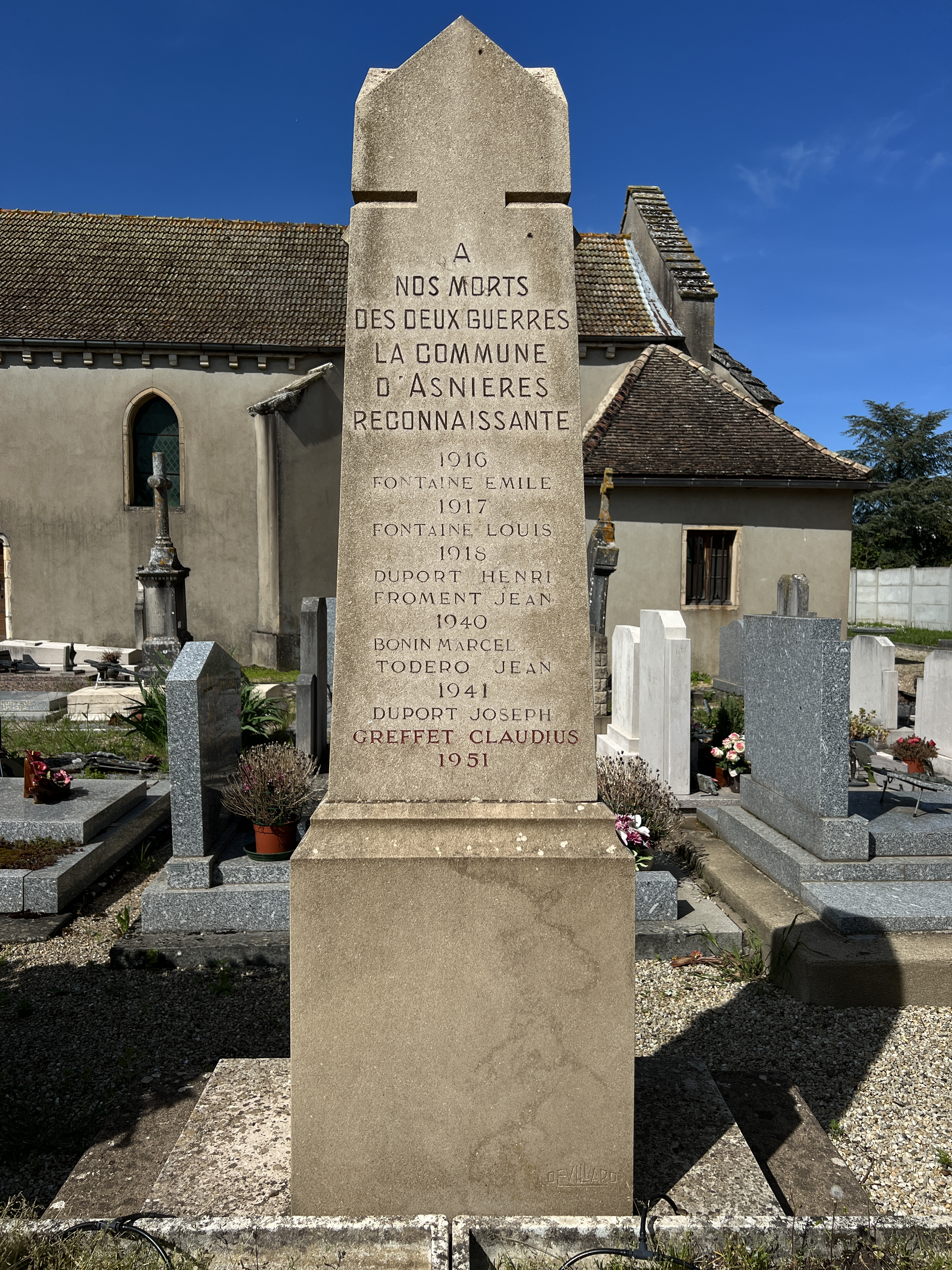
Gefallenendenkmal